# Overath
Overath – miasto w Niemczech, w kraju związkowym Nadrenia Północna-Westfalia, w rejencji Kolonia, w powiecie Rheinisch-Bergischer Kreis.

## Geografia
Miasto leży w zachodniej części Niemiec. Kilkadziesiąt kilometrów od Zagłębia Ruhry, w pobliżu takich miast jak: Kolonia, Leverkusen i Düsseldorf.

## Demografia
| Rok  | Mieszkańcy |
| ---- | ---------- |
| 1939 | 6 511      |
| 1946 | 10 620     |
| 1950 | 10 534     |
| 1961 | 11 544     |
| 1967 | 13 914     |
| 1970 | 15 694     |
| 1975 | 20 376     |
| 1980 | 21 095     |
| 1985 | 22 838     |

| Rok  | Mieszkańcy |
| ---- | ---------- |
| 1990 | 23 902     |
| 1995 | 25 192     |
| 2000 | 26 059     |
| 2001 | 26 115     |
| 2002 | 26 410     |
| 2003 | 26 917     |
| 2004 | 27 022     |
| 2005 | 27 106     |
| 2006 | 27 213     |